# Sam Avezou
Sam Avezou (* 22. März 2001 in Igny) ist ein französischer Sportkletterer.

## Wettkampfkarriere
Avezou wuchs in einer Kletterfamilie auf: Seine Mutter Cécile Avezou sowie seine Schwester Zélia Avezou klettern ebenfalls. Sam Avezou gewann 2015 die Jugendweltmeisterschaft in Arco in der Disziplin Lead. Ein Jahr später wurde er in Guangzhou erneut Jugend-Weltmeister in Lead sowie Jugend-Europameister im Bouldern. 2017 gewann er die Jugend-Weltmeisterschaft und die Jugend-Europameisterschaft in der Kombination. 2018 wurde er erneut Jugend-Weltmeister und Jugend-Europameister im Bouldern.
Seine erste internationale Medaille bei der Elite holte er sich, als er bei der Europameisterschaft in München 2022 Zweiter wurde. 2023 stand er in Innsbruck erstmals auf einem Weltcup-Podest; er wurde Dritter.
Im Frühjahr 2024 qualifizierte er sich bei der Olympischen Qualifikationsserie in Shanghai und Budapest für die Olympischen Sommerspiele 2024 in Paris. Dort belegte er den 11. Rang. An der Europameisterschaft 2024 in Villars-sur-Ollon gewann er Gold im Bouldern und in der Kombination sowie Silber im Lead.

## Felsklettern
Im Januar 2023 kletterte er den Boulder Gourmandise in Fontainebleau, der mit 8B gewertet wird. Im Oktober 2023 gelang ihm die Begehung von Big Island (8C).

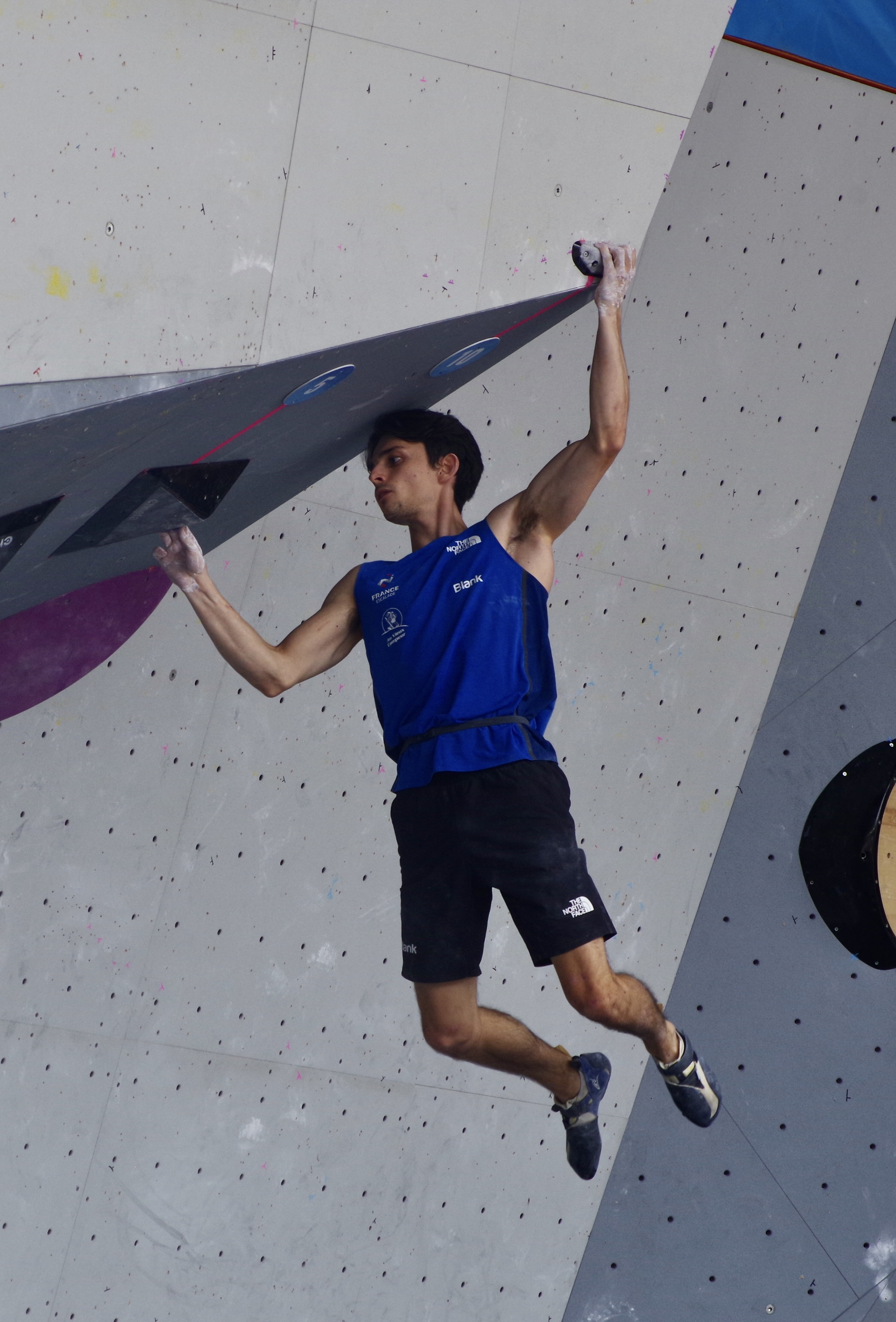
Sam Avezou an der Europameisterschaft 2024.